# مسيرة فخر المثليين في حيفا

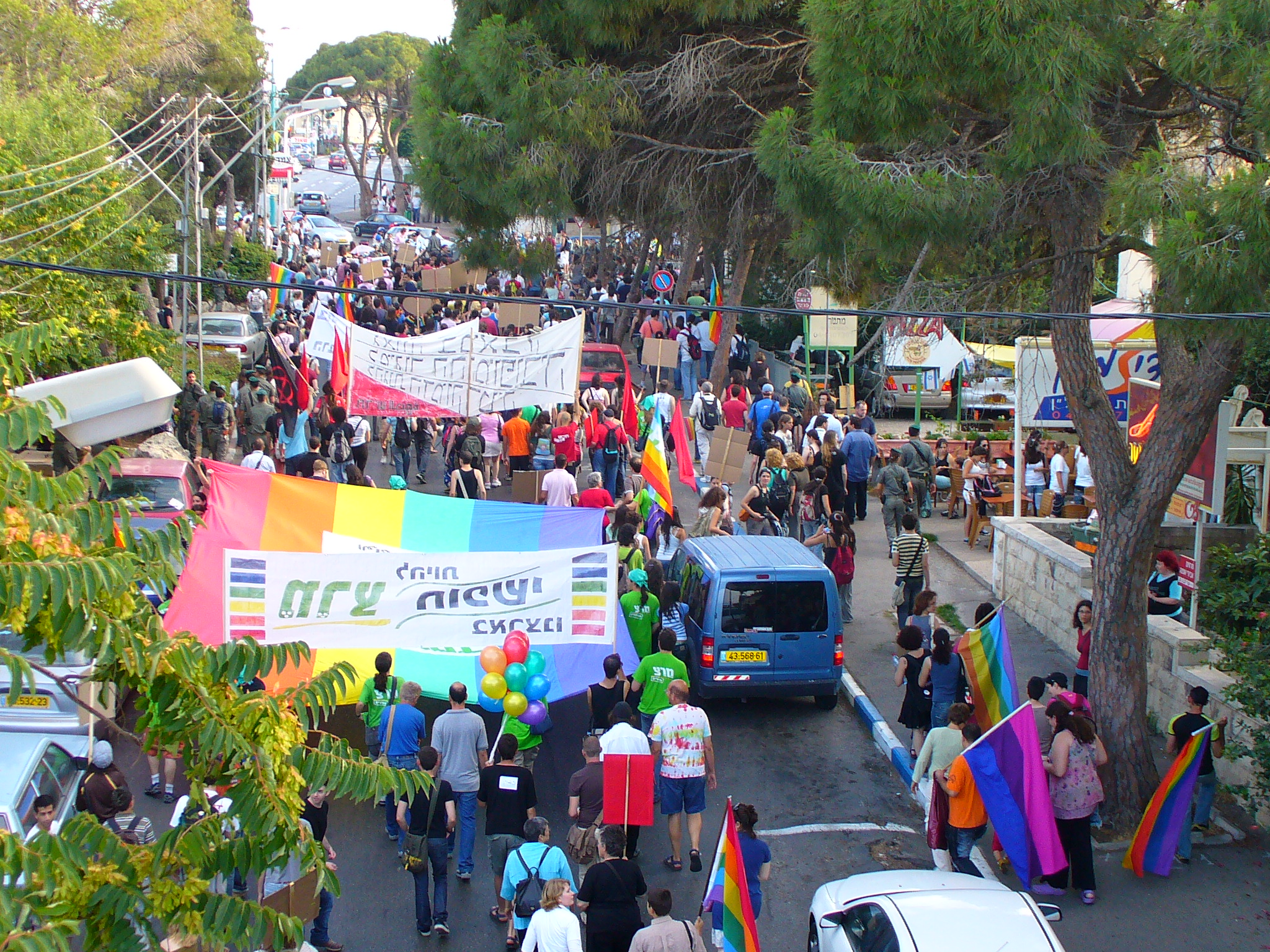
فخر حيفا لعام 2007

مسيرة فخر المثليين في حيفا (بالعبرية: גאוות חיפה‏) هو حدث سنوي يقام في حيفا، إسرائيل، احتفالًا بمجتمع الميم. الحدث الرئيسي هو مسيرة فخر المثليين التي حضرها 3000 شخص في عام 2016، بما في ذلك عمدة المدينة يونا ياهاف. يبلغ طول مسار العرض 3 كيلومترات ويبلغ ذروته في حديقة جان هعيم في حي مركاز هكرمل في حيفا على جبل الكرمل.